# Jodok z Rożemberka
Jodok z Rożemberka (ur. 1430, zm. 12 grudnia 1467 w Nysie) – biskup wrocławski w latach 1456–1467.
Studiował na uniwersytecie w Pradze. W 1450 r. został prepozytem katedry praskiej i wielkim przeorem joannitów. Święcenia kapłańskie przyjął w 1453. Trzy lata później został jednogłośnie wybrany na biskupa wrocławskiego. Stało się tak dzięki poparciu brata Henryka, który był starostą wrocławskim. Złożył hołd Jerzemu z Podiebradów i pozostawał jego sympatykiem, co doprowadziło do konfliktu z wrocławską radą miejską i częścią kapituły. Gdy papież Pius II zawiesił kompakty praskie, biskup opowiedział się po jego stronie.
Za pontyfikatu Jodoka z Rożemberka ukończono zachodni portal katedry we Wrocławiu. Biskup sprzedał klucz majątków Ujazd.
Zmarł w Nysie. Rada miejska nie chciała dopuścić do jego pogrzebu we Wrocławiu. Mimo to spoczął w chórze katedry. Jego płyta nagrobna znajduje się we wrocławskim Muzeum Archidiecezjalnym.

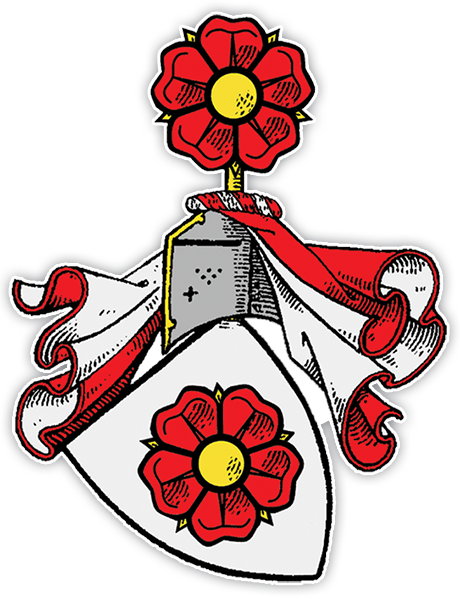
Herb Rosenbergów(inne języki)